# スキャンダル (1993年のテレビドラマ)
『スキャンダル』は、フジテレビ系で1993年6月29日～8月6日に放送されたテレビドラマ。毎週月曜～木曜9:55～10:25の“妻たちの劇場”枠で全29回放送された。

## あらすじ
主人公の女性教師・葉山珱子（大塚寧々）は、子供の頃サーカスのピエロに性的ないたずらをされ、さらにその直後、自分と（いたずらをされた時見ていながら助けてくれなかった）父親には血のつながりが無いことを知ってしまった。父親の性的な下心のあるスキンシップも不快に感じるようになり、成人してからもストイックな性格として暮らしていくようになった。やがて、珱子はカウンセラーの元へカウンセリングに通うようになるが、更にマインドコントロールがかかってしまう。ある日珱子はエアコンの修理に来た男・立花（白竜）と出会う。
珱子が勤める『私立聖淑女学院』に通う一部の生徒達は、ブルセラショップ「スタジオ アリス」に何度も制服を売りに行くうちに、店主の黒木（大杉漣）とすっかり顔馴染になる。その生徒のことで「スタジオ アリス」を訪れた珱子に対し、黒木が目をつけ、精神的に喰い物にしようと企む。屈折した性癖を持つ黒木によって、珱子は監禁され、精神的虐待が繰り返される。ある時、黒木は逃げようとする珱子と襲おうとするが、はずみでナイフが刺さって死んでしまう。そこに偶然出くわした立花は、当時の記憶がはっきりしない珱子に「自分が黒木を刺した」と言って庇ったが、そのことで刑事に目をつけられる羽目になる。
珱子は幼少時のトラウマと精神科医でのカウンセリングによるマインドコントロール、黒木からの精神的虐待、無意識の中で行った黒木の殺害など、様々な要素が相まって精神分裂症になり、ストイックな珱子とは正反対の、淫らで男好きなもう一つの人格を生み出してしまう。人格が入れ替わるとその記憶も残らない。彼女を守るために、立花は常に側にいるようになる。そして立花を犯人として付け狙う刑事も。
やがて立花の助けを借りて、珱子は二つの人格を統合。トラウマやマインドコントロールも克服するが、それと同時に過失とはいえ黒木を殺害した記憶も取り戻していた。二人で奈良の山奥に逃避行するが、それは立花への恩返しであり、珱子は贖罪のため、吊り橋の上から身を投げてしまう。

## 出演
- 葉山 珱子（私立聖淑女学院の女性教師） - 大塚寧々
- 立花 肇（電気工） - 白竜
- 黒木（ブルセラショップ「スタジオ アリス」店主） - 大杉漣
- 世良 泉（私立聖淑女学院の生徒） - 浅野麻衣子
- 小島 恵（私立聖淑女学院の生徒） - 望月まゆ（Melody）
- 村井 - 田中健三
- 渋谷 重信（刑事） - 山田辰夫
- カウンセラー - 前田昌明
- ピエロ - 三雲いおり
- 葉山 洋司（珱子の父親） - 大出俊
- 安達 麗子（クラブのママ） - 広田玲央名

## スタッフ
- 企画：遠藤龍之介（フジテレビ）、中山和記
- 脚本：山永明子
- テーマ・アレンジ：石田勝範
- 技術プロデュース：佐々木俊幸
- 美術プロデュース：本田邦宏
- デザイン：金子幸雄
- 技術協力：バスク、TMC砧スタジオ
- 美術協力：フジアール
- 車輌：ランナーズ
- 演出補：森保伸二
- プロデューサー：服部嘉和
- 演出：佐藤祐市
- 制作：フジテレビ、共同テレビ

## 主題歌
- ブライアン・メイ「愛の結末 (Too Much Love Will Kill You)」（東芝EMI）
  - タイトルロールでプールの中を泳ぐ女性は大塚寧々ではなく藤本聖名子である。

## ソフト化の状況
センセーショナルな内容が話題となったこともあり、放映翌年の1994年に、アミューズソフトエンタテインメントから『私立聖淑女学院 スキャンダル』にタイトルを変更して全6巻のVHSがリリースされている。その後、新たなソフト化はされていない。
- ビデオでは本放送時に使用されたポール・サイモンの「アメリカの歌」などは著作権の関係上、使用されず劇伴に差し替えられている。